# حاس
حاس قرية سورية تتبع ناحية كفرنبل في منطقة معرة النعمان في محافظة إدلب. بلغ عدد سكانها 9,595 نسمة في عام 2004 حسب إحصاء المكتب المركزي للإحصاء.
تقع غرب معرة النعمان بـ8 كم وتلاصق من الغرب مدينة كفرنبل ، وعلى الطرف الجنوبي من جبل الزاوية، يوجد بها العديد من الآثار الرومانية القديمة كشنشراح والربيعة
يعمل معظم سكان البلدة بالزراعة والوظائف الحكومية وتمتاز بمستوى تعليمي جيد.
من المزروعات الأكثر انتشارا بالبلدة الزيتون والتين والكرمة إضافة لزراعة الحبوب كالقمح والشعير ومختلف أنواع الخضروات الصيفية. كانت واحدة من أولى بلدات جبل الزاوية تمردا على النظام السوري فدفعت نتيجة لذلك ثمنا باهظا من دماء أبنائها. لحق بالبلدة دمار كبير خلفه القصف العشوائي بالراجمات والطائرات.
وبعد هجوم قوات النظام على قرى الريف الغربي لمدينة معرة النعمان هجر اهل القرية"حاس" قريتهم إلى شمال محافظة ادلب وتوزعوا في عدة مناطق واقاموا فيها مخيمات عدة منها:
-مخيم حاس - غرب سرمدا 
- مخيم حاس - دير حسان
- مخيم حاس - حتان
فيما توزع العديد منهم في قرى ومدن شمال ادلب وحلب 